# Süplingen
Süplingen là một đô thị ở Börde huyện thuộc bang Sachsen-Anhalt, nước Đức. Đô thị Süplingen có diện tích 18,33 km², dân số thời điểm ngày 31 tháng 12 năm 2006 là 1026 người.